# Way Down Now
Way Down Now is een nummer van de Britse band World Party. Het is de eerste single van hun tweede studioalbum Goodbye Jumbo uit 1990. In juni dat jaar werd het nummer op single uitgebracht.

## Achtergrond
In thuisland het Verenigd Koninkrijk flopte "Way Down Now" met een 66e positie in de UK Singles Chart. In Canada werd een bescheiden 53e positie behaald, in Australië de 114e en in de VS een nummer 1-positie in de "Alternative Airplay Billboard" lijst.
Nederland was het enige land waar "Way Down Now" een hit werd. De plaat was op vrijdag 22 juni 1990 Veronica Alarmschijf op Radio 3 en werd een hit in de destijds twee hitlijsten op de nationale publieke popzender. De plaat bereikte de  10e positie in de Nederlandse Top 40 en de 17e positie in de Nationale Top 100 en was daarmee ook de grootste hit die de band in Nederland heeft gehad.
In België werd er géén notering behaald in zowel de voorloper van de Vlaamse Ultratop 50 als de Vlaamse Radio 2 Top 30. Ook in Wallonië werd er géén notering behaald.